# Contea di Cheyenne (Nebraska)
La contea di Cheyenne (in inglese Cheyenne County) è una contea dello Stato del Nebraska, negli Stati Uniti. La popolazione al censimento del 2000 era di 9 830 abitanti. Il capoluogo di contea è Sidney.

## Comuni
City
- Sidney

Villaggi
- Dalton
- Gurley
- Lodgepole
- Potter

CDP
- Lorenzo
- Sunol